# Toersoenzoda
Toersoenzoda (Tadzjieks: Турсунзода) is een stad - en een bestuurlijk onderdeel van de provincie Nohijahoi tobei dzjoemhoeri in het westen van Tadzjikistan. De stad staat bekend om zijn aluminiumsmelterij TALCO. Toersoenzoda heeft een grotendeels Oezbeekse bevolking en is vernoemd naar de Tadzjiekse dichter Toersoenzoda. In de tijd van de Sovjet-Unie werd de stad Regar (Регар) genoemd.
Een verhoogd percentage aan aangeboren afwijkingen in dit deel van Tadzjikistan wordt geweten aan de giftige gassen die bij het aluminiumsmelten vrij komen. Regar-TadAZ Toersoenzoda is de lokale voetbalclub.